# سامسونج جالكسي إيه 72
سامسونج جالكسي أيه 72 (بالإنجليزية: Samsung Galaxy A72)‏ هو هاتف ذكي من شركة سامسونج، تم الإعلان عن الهاتف في مارس2021 وأبرز ما يميز Samsung Galaxy A72 هي الكاميرات الممتازة والتصميم العصري الجذاب.

## مواصفات الهاتف
- يأتي كلاً من ظهر الهاتف والإطار بخاماتٍ من البلاستيك. ويوجد أربع كاميرات في الخلف بمربع جهة اليسار. ويبلغ سٌمك 8.4 مللي متر، مع وزن جيد 203 جرام.
- يتوفر بخيارات متعددة من الألوان أسود، أبيض، وردي وأزرق.
- شاشة من نوع Super AMOLED Plus بحجم 6.7 بوصة، بتحديث إطارات سريع 90 هرتز، وبدقة 2400*1080، مع كثافة 393 بيكسل لكل بوصة، واستحواذ بنسبة 84.6%، بأبعاد 20:9، مع ثقب صغير للكاميرا الأمامية في المنتصف. وتبلغ درجة سطوع الشاشة 800 شمعة كحد أقصى، وداعمة لخاصية Always-on display.[1]
- المعالج من نوع Snapdragon 720G ثُماني النواة: ثُنائي النواة بسرعة 2.3 جيجا هرتز (Cortex-A76) + سُداسي النواة بسرعة 1.7 جيجا هرتز (Cortex-A55)، بدقة تصنيع 8 نانومتر.
- معالج الرسوميات من نوع Adreno 618.[2]
- الذاكرة الداخلية تأتي من نوع UFS 2.0 بخيارين 256/128 جيجابايت.
- الذاكرة العشوائية 8 جيجابايت.
- يأتي Galaxy A72 بكاميرا رُباعية:
  - 64 ميجا بيكسل بفتحة عدسة f/1.8 (رئيسية).
  - 12 ميجا بيكسل بفتحة عدسة f/2.2 (زاوية واسعة).
  - 8 ميجا بيكسل بفتحة عدسة f/2.0 (عدسة تقريب).
  - 5 ميجا بيكسل بفتحة عدسة f/2.4 (ماكرو) بالإضافة إلى فلاش من نوع LED.
- الكاميرا الأمامية 32 ميجا بيكسل بفتحة عدسة f/2.2، تدعم التصوير بتقنية HDR وتصوير الفيديو بدقة 4K بمعدل 30 إطاراً في الثانية.
- وأما عن تصوير الفيديوهات يدعم الهاتف التصوير بدقة 4K بمعدل التقاط 30 إطاراً في الثانية، ويدعم تصوير FHD بمعدل 120/60/30 إطاراً في الثانية، ويدعم تصوير HD بمعدل 960 إطاراً في الثانية.
- وتدعم الكاميرا مميزات إضافية وضع العلامات الجغرافية، التركيز باللمس، كشف الوجه، بانوراما، HDR، جيروسكوب EIS و OIS.
- البطارية بسعة 5000 مللي أمبير غير قابلة للإزالة.
- تدعم البطارية الشحن السريع بقوة 25 واط.
- نظام التشغيل اندرويد 11 مع واجهة سامسونج One UI 3.1.
- يدعم تركيب شريحتين اتصال من نوع نانو، مع امكانية تركيب بطاقة ذاكرة خارجية حتى 1 تيرابايت (منفذ منفصل).
- يحتوي الهاتف على مستشعرات البصمة (تحت الشاشة، بصري)، التسارع، الدوران، القرب، البوصلة والجيروسكوب.
- يدعم الهاتف تقنية الـ NFC.
- يدعم تحديد الموقع الجغرافي GPS.